# Mustoja, Võrumaa
Mustoja (även Värske oja) är ett 12 km långt vattendrag i sydöstra Estland. Ån ligger i Setomaa kommun i landskapet Võrumaa. Den mynnar i sjön Õrsava järv som genom ett smalt sund är förbunden med Peipus.